# Pararhauculus lineatus
Genre
Espèce
Pararhauculus lineatus, unique représentant du genre Pararhauculus, est une espèce d'opilions laniatores de la famille des Cosmetidae.

## Distribution
Cette espèce est endémique de la province de Cartago au Costa Rica. Elle se rencontre vers l'Irazú.

## Description
Le mâle syntype mesure 6 mm.

## Publication originale
- Roewer, 1933 : « Ergebnisse der Österreichischen biologischen Costa-Rica-Expedition 1930. IV. Teil. Opilioniden. » Annalen des Naturhistorischen Museums in Wien, vol. 46, p. 275–295.